# Jordi Ferrón
Jordi Ferrón, född den 19 augusti 1978 i Barcelona, Spanien, är en spansk fotbollsspelare. Vid fotbollsturneringen under OS 2000 i Sydney deltog han det spanska lag som tog silver. 